# خواووویتسه (استان اشوی‌داشکسیه)
خواووویتسه (به لهستانی: Chwałowice) یک منطقهٔ مسکونی در لهستان است که در گمینا پینگچوف واقع شده‌است.